# روبرت ليفينغستون آيرلادند جونيور
روبرت ليفينغستون آيرلادند جونيور (بالإنجليزية: Robert Livingston Ireland, Jr.)‏ هو شخصية أعمال أمريكي، ولد في 1 فبراير 1895 في كليفلاند في الولايات المتحدة، وتوفي في 21 أبريل 1981.